# Paraprotaetia juliae
Paraprotaetia juliae är en skalbaggsart som beskrevs av Shinji Nagai 1984. Paraprotaetia juliae ingår i släktet Paraprotaetia och familjen Cetoniidae. Inga underarter finns listade i Catalogue of Life.